# Gran Premio di superbike di Albacete 1996
Il Gran Premio di Superbike di Albacete 1996 è stata l'undicesima prova su dodici del Campionato mondiale Superbike 1996, è stato disputato il 5 ottobre sul Circuito di Albacete e ha visto la vittoria di Troy Corser in gara 1, lo stesso pilota si è ripetuto anche in gara 2.

## Risultati

### Gara 1

#### Arrivati al traguardo[3]
| Pos. | Nº | Pilota               | Motocicletta | Tempo     | Griglia | Punti |
| ---- | -- | -------------------- | ------------ | --------- | ------- | ----- |
| 1º   | 2  | Troy Corser          | Ducati       | 43:31.166 | 1º      | 25    |
| 2º   | 45 | Colin Edwards        | Yamaha       | +0:06.459 | 3º      | 20    |
| 3º   | 11 | John Kocinski        | Ducati       | +0:07.069 | 2º      | 16    |
| 4º   | 6  | Simon Crafar         | Kawasaki     | +0:10.473 | 7º      | 13    |
| 5º   | 1  | Carl Fogarty         | Honda        | +0:14.468 | 4º      | 11    |
| 6º   | 5  | Wataru Yoshikawa     | Yamaha       | +0:14.568 | 8º      | 10    |
| 7º   | 10 | John Reynolds        | Suzuki       | +0:20.088 | 9º      | 9     |
| 8º   | 9  | Neil Hodgson         | Ducati       | +0:24.170 | 6º      | 8     |
| 9º   | 3  | Aaron Slight         | Honda        | +0:25.886 | 11º     | 7     |
| 10º  | 67 | Mike Hale            | Ducati       | +0:26.121 | 10º     | 6     |
| 11º  | 31 | Gregorio Lavilla     | Yamaha       | +0:43.939 | 16º     | 5     |
| 12º  | 44 | Sean Emmett          | Ducati       | +0:44.151 | 19º     | 4     |
| 13º  | 8  | Piergiorgio Bontempi | Kawasaki     | +0:44.813 | 12º     | 3     |
| 14º  | 16 | Paolo Casoli         | Ducati       | +0:55.478 | 17º     | 2     |
| 15º  | 14 | Jochen Schmid        | Kawasaki     | +1:03.531 | 15º     | 1     |
| 16º  | 46 | Mario Innamorati     | Ducati       | +1:11.539 | 21º     |       |
| 17º  | 41 | Michaël Paquay       | Ducati       | +1:26.833 | 25º     |       |
| 18º  | 33 | David Vázquez        | Ducati       | +1 giro   | 23º     |       |
| 19º  | 18 | Igor Jerman          | Kawasaki     | +1 giro   | 27º     |       |

#### Ritirati
| Nº | Pilota              | Motocicletta | Giri     | Griglia |
| -- | ------------------- | ------------ | -------- | ------- |
| 35 | Idalio Gavira       | Honda        | +8 giri  | 22º     |
| 7  | Pierfrancesco Chili | Ducati       | +13 giri | 5º      |
| 32 | Óscar Sainz         | Ducati       | +14 giri | 24º     |
| 63 | Marty Craggill      | Kawasaki     | +19 giri | 14º     |
| 36 | Kirk McCarthy       | Suzuki       | +21 giri | 13º     |
| 37 | Pere Riba           | Honda        | +23 giri | 20º     |

### Gara 2

#### Arrivati al traguardo[4]
| Pos. | Nº | Pilota               | Motocicletta | Tempo     | Griglia | Punti |
| ---- | -- | -------------------- | ------------ | --------- | ------- | ----- |
| 1º   | 2  | Troy Corser          | Ducati       | 40:19.125 | 1º      | 25    |
| 2º   | 11 | John Kocinski        | Ducati       | +0:07.021 | 2º      | 20    |
| 3º   | 45 | Colin Edwards        | Yamaha       | +0:09.998 | 3º      | 16    |
| 4º   | 6  | Simon Crafar         | Kawasaki     | +0:10.908 | 7º      | 13    |
| 5º   | 5  | Wataru Yoshikawa     | Yamaha       | +0:11.278 | 8º      | 11    |
| 6º   | 3  | Aaron Slight         | Honda        | +0:15.540 | 11º     | 10    |
| 7º   | 1  | Carl Fogarty         | Honda        | +0:15.761 | 4º      | 9     |
| 8º   | 9  | Neil Hodgson         | Ducati       | +0:24.587 | 6º      | 8     |
| 9º   | 10 | John Reynolds        | Suzuki       | +0:24.716 | 9º      | 7     |
| 10º  | 14 | Jochen Schmid        | Kawasaki     | +0:29.746 | 15º     | 6     |
| 11º  | 63 | Marty Craggill       | Kawasaki     | +0:37.859 | 14º     | 5     |
| 12º  | 31 | Gregorio Lavilla     | Yamaha       | +0:40.261 | 16º     | 4     |
| 13º  | 8  | Piergiorgio Bontempi | Kawasaki     | +0:41.667 | 12º     | 3     |
| 14º  | 44 | Sean Emmett          | Ducati       | +0:46.349 | 19º     | 2     |
| 15º  | 36 | Kirk McCarthy        | Suzuki       | +0:47.184 | 13º     | 1     |
| 16º  | 46 | Mario Innamorati     | Ducati       | +1:14.064 | 21º     |       |
| 17º  | 13 | Andreas Meklau       | Ducati       | +1:18.210 | 18º     |       |
| 18º  | 37 | Pere Riba            | Honda        | +1:27.598 | 20º     |       |
| 19º  | 18 | Igor Jerman          | Kawasaki     | +1:29.924 | 27º     |       |
| 20º  | 33 | David Vázquez        | Ducati       | +1:37.748 | 23º     |       |

#### Ritirati
| Nº | Pilota              | Motocicletta | Giri     | Griglia |
| -- | ------------------- | ------------ | -------- | ------- |
| 41 | Michaël Paquay      | Ducati       | +2 giri  | 25º     |
| 32 | Óscar Sainz         | Ducati       | +5 giri  | 24º     |
| 16 | Paolo Casoli        | Ducati       | +17 giri | 17º     |
| 67 | Mike Hale           | Ducati       | +19 giri | 10º     |
| 7  | Pierfrancesco Chili | Ducati       | +24 giri | 5º      |